# مجدي الهواري
مجدي الهواري (30 يونيو 1977 - )، مخرج ومنتج مصري.

## حياته
ولد في قنا مدينة نجع حمادي، تخرج في المعهد التكنولوجي العالي بمدينة العاشر من رمضان، ومشهور بالافلام الشبابيه وقد قام ببطولة الافلام الخمسة التي أخرجها. قدم أول أفلامه عام 2001 وهو فيلم 55 إسعاف، ولم يحقق نجاحاً كبيراً بالإضافة إلى هجوم النقاد عليه، على عكس آخر أفلامه التي قدمها في 2011 وهو فيلم الوتر.

## حياته الخاصة
طليق الفنانة غادة عادل وله 5 أبناء.

## أعماله
الاخراج 
- مزاج الخير
- خليج نعمة
- عيال حبيبة
- العيال هربت
- 55 إسعاف
- الشارع اللي ورانا
- الوتر
- ميدو مشاكل

 الإنتاج 
- عبود على الحدود
- الناظر
- الشارع اللي ورانا

## وصلات خارجية
- مجدى الهوارى على موقع IMDb (الإنجليزية)
- مجدى الهوارى على موقع قاعدة بيانات الأفلام العربية
- مجدى الهوارى على موقع قاعدة بيانات الفيلم (الإنجليزية)